# Coloncus siou
Coloncus siou là một loài nhện trong họ Linyphiidae. Loài này được phát hiện ở Hoa Kỳ.